# Feuerwalzen

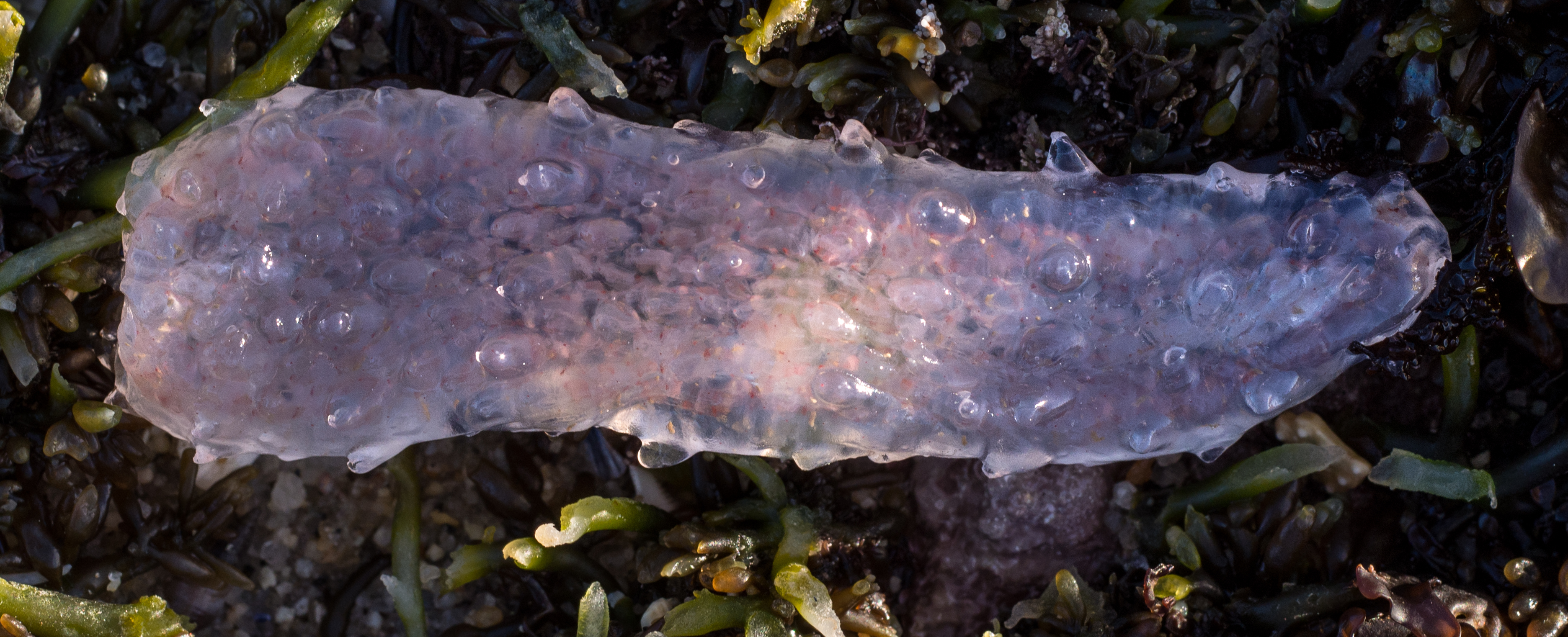
Pyrosoma atlanticum

Die Feuerwalzen (Pyrosoma) sind eine Gattung der Salpen (Thaliacea) aus dem Unterstamm der Manteltiere (Tunicata). Es gibt vier Arten. Sie leben pelagisch im Meer in Kolonien, die aus mehreren tausend Einzeltieren bestehen können.  Die Feuerwalze Pyrosoma atlanticum lebt auch im Mittelmeer und kann bis in die Nordsee vordringen.

## Merkmale

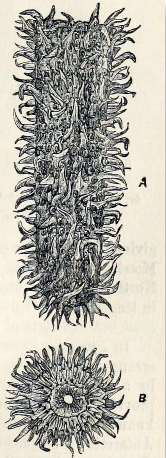
A: Seitenansicht einer Kolonie;
B: Endansicht einer offenen Extremität

Die Kolonien haben die Form einer Glocke oder eines dickwandigen Zylinders, der einseitig geschlossen ist. Sie erreichen meist eine Länge von 15 bis 20 Zentimetern bei einem Durchmesser von drei bis vier Zentimetern. Die größte Art Pyrosoma spinosum kann in Ausnahmefällen bis zu 12 Meter lang werden. Solche großen Kolonien wurden im Indischen Ozean gefunden. Im Atlantik und Pazifik erreichen die Kolonien dieser Art eine Länge von etwa einem Meter bei einem Durchmesser von zehn Zentimetern.

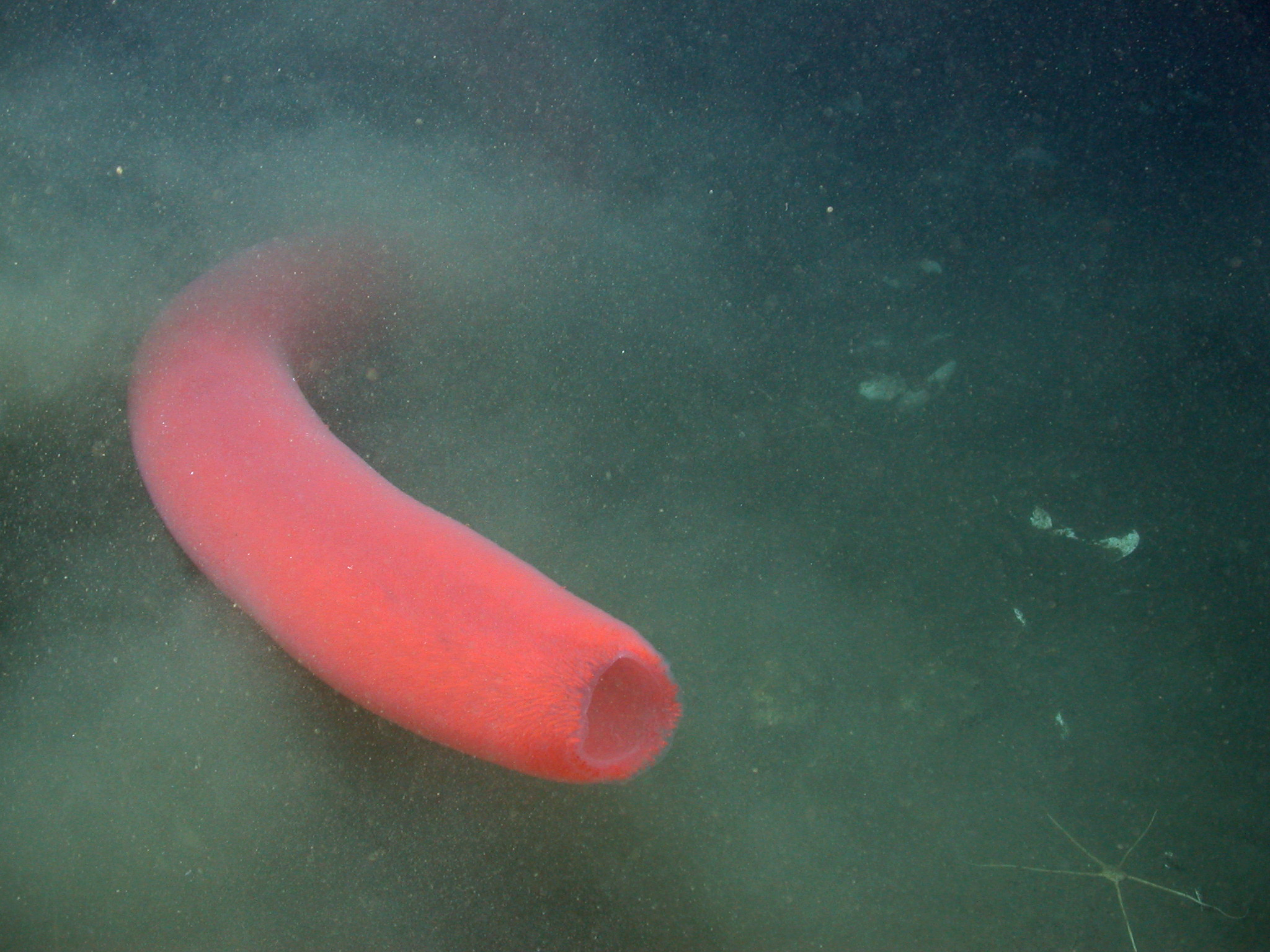
Eine meterlange röhrenförmige Feuerwalze aus zahlreichen Manteltierchen in 1.530 Meter Wassertiefe im östlichen Pazifik

Die äußere Oberfläche der Tierkolonie ist mit zottenartigen Auswüchsen bedeckt, zwischen denen sich viele kleine Einströmöffnungen befinden. Jede Einströmöffnung gehört zu einem der in der gallertartigen Mantelwand eingebetteten Einzeltiere, die durchschnittlich vier bis fünf Millimeter groß werden und die typischen Merkmale der Manteltiere aufweisen. Die Ventralseite der Einzeltiere weist in Richtung der geschlossenen Spitze der Kolonie, die Kloakenöffnung in den gemeinsamen Hohlraum der Kolonie. Die Größe des offenen Endes des Kloakenhohlraums kann durch Muskeln reguliert werden.

## Fortbewegung
Die Tierkolonie kann sich aktiv fortbewegen, indem die Einzeltiere ihre Einströmöffnungen verschließen und das Wasser in der Innenhöhle der Kolonie durch die Kontraktion des Mantels ausgestoßen wird. Dazu ist der Mantel von langen, aus spindelförmigen Muskelzellen gebildeten Mantelfaserzügen durchzogen, die die beiderseits der Kloakenhöhle der Einzeltiere gelegenen Kloakenmuskeln verbinden. Ansonsten besteht der Mantel aus stickstoffhaltigen Verbindungen, wie Chondroitin, und geringen Mengen von Zellulose. Meist lassen sich die Feuerwalzen aber von den Meeresströmungen treiben.

## Fortpflanzung
Feuerwalzen machen, wie alle Salpen, bei der Vermehrung einen Generationswechsel durch. Nach einer geschlechtlichen folgt eine ungeschlechtliche Generation. Jedes Einzeltier produziert im Laufe seines Lebens nur eine einzige Eizelle, die im Eierstock durch die in den Eileiter vordringenden Spermien befruchtet wird. Der wachsende Embryo wölbt die Wand zur Kloakenhöhle ein und bricht schließlich in die Kloake durch. Hier entsteht aus ihm ein asexuelles, krugförmiges Oozoid (Ammentier), das durch Knospung vier Blastozoiden hervorbringt. Die zusammenhängenden Blastozoiden, jetzt Primärascidiozoiden genannt, werden schließlich ausgestoßen. Durch Knospung bilden sich dann Sekundärascidiozoiden und eine neue Feuerwalze wächst heran.

## Biolumineszenz
Feuerwalzen gehören zu den Verursachern des Meeresleuchtens. Die Biolumineszenz wird von Bakterien der Gattung Photobacterium verursacht, die symbiotisch in den Zellen der Feuerwalzen leben. Wegen ihrer Fähigkeit zur Biolumineszenz wurden die Feuerwalzen 1804 durch den  französischen Naturforscher François Péron entdeckt. Er beschrieb das Meeresleuchten als ein breites Band von Phosphor, das ausgebreitet auf den bewegten Wellen trieb.

## Massenaufkommen
Im Sommer 2017 kam es vor der Westküste der Vereinigten Staaten zu einem Massenaufkommen bisher unbekannten Ausmaßes von Feuerwalzen, dessen Ursache bislang unklar ist.